# Valentina Biccheri
Valentina Biccheri (Arezzo, 7 maggio 1991) è una pallavolista italiana.
Gioca nel ruolo di schiacciatrice e opposto nel Marsala.

## Carriera

### Club
La carriera di Valentina Bicchieri inizia nella stagione 2006-07 quando esordisce con l'Arezzo in Serie B2; nell'annata successiva entra a far parte del progetto federale del Club Italia, a cui rimane legata per tre stagioni, disputando la Serie B1 nel primo anno di militanza e la Serie A2 nel terzo, mentre nel secondo la squadra si dedica all'attività amatoriale.
Debutta in Serie A1 nella stagione 2010-11 quando viene ingaggiata dal Villanterio, mentre per il campionato successivo è nuovamente in Serie B1 con il San Casciano, ottenendo la promozione in Serie A2, categoria dove milita con la stessa squadra nella stagione 2012-13.
Nell'annata 2013-14 difende i colori della neopromossa IHF di Frosinone, in Serie A1. Partecipa alla Serie B1 sia per la stagione 2014-15 con la Zambelli Orvieto sia per quella 2015-16 con al Marsala.

### Nazionale
Nel 2008 fa parte della nazionale italiana under 19, vincendo la medaglia d'oro al campionato europeo di categoria; nel 2011 ottiene le prime convocazioni nella nazionale maggiore.

## Palmarès

### Nazionale (competizioni minori)
- Campionato europeo under 19 2008